# Onthophagus maniti
Onthophagus maniti är en skalbaggsart som beskrevs av Masumoto 1989. Onthophagus maniti ingår i släktet Onthophagus och familjen bladhorningar. Inga underarter finns listade i Catalogue of Life.